# Ali Ezzine
Ali Ezzine (arabe : علي الزين), né le 3 septembre 1978 à Ain Bni Mathar est un athlète marocain spécialiste du 3 000 mètres steeple.

## Carrière sportive
Ali Ezzine fait ses débuts sur la scène internationale à l'occasion des Championnats du monde junior 1996 de Sydney, terminant à la troisième place de la finale du 3 000 m steeple en 8 min 35 s 60. En 1998, il est sélectionné dans l'équipe du Maroc en vue de disputer les Championnats du monde de cross-country à Marrakech. Ezzine se classe 12e de l'épreuve individuelle de cross court et permet à son pays de remporter la médaille d'argent du classement par équipes, derrière le Kenya. Il décroche sa première médaille lors d'une compétition internationale majeure en prenant la troisième place du 3 000 m steeple des Championnats du monde 1999 de Séville, derrière les Kényans Christopher Kosgei et Wilson Boit Kipketer. En fin de saison, il termine deuxième de la Finale du Grand Prix de Munich.
En début de saison 2000, Ezzine obtient la médaille de bronze de l'épreuve par équipe des Championnats du monde de cross-country disputés à Vilamoura. Le 23 juin 2000, il établit la meilleure performance de sa carrière sur l'épreuve du steeple en réalisant 8 min 03 s 57 lors du Meeting Gaz de France de Paris/Saint-Denis. Sélectionné dans l'équipe du Maroc pour les Jeux olympiques de Sydney, il parvient à monter sur la dernière place du podium derrière les Kényans Reuben Kosgei et Wilson Boit Kipketer. L'année suivante, le Marocain obtient le meilleur résultat de sa carrière en remportant la médaille d'argent du steeple des Championnats du monde 2001 d'Edmonton avec le temps de 8 min 16 s 21, devancé une nouvelle fois par Reuben Kosgei.

## Records personnels
- 1 500 m - 3 min 43 s 8 (1998)
- 3 000 m - 7 min 45 s 9 (2004)
- 5 000 m - 13 min 32 s 56 (1997)
- 3 000 m steeple - 8 min 03 s 57 (2000)

## Palmarès

### Jeux olympiques
- Jeux olympiques de 2000 à Sydney :
  -  Médaille de bronze du 3 000 m steeple

### Championnats du monde
- Championnats du monde 1999 à Séville :
  -  Médaille de bronze du 3 000 m steeple
- Championnats du monde 2001 à Edmonton :
  -  Médaille d'argent du 3 000 m steeple

### Championnats du monde junior
- Championnats du monde junior d'athlétisme 1996 à Sydney :
  -  Médaille de bronze du 3 000 m steeple

## Famille
Il est le frère de l'athlète Hamid Ezzine.